# 细刺刺剑水蚤
细刺刺剑水蚤（学名：Acanthocyclops tenuispinalis）为剑水蚤科刺剑水蚤属的动物，是中国的特有物种。分布于西藏等地，一般栖息于高原湖泊的沿岸带。